# Amicale Football Club
O Amicale Football Club é um clube de futebol vanuatuense com sede em Port Vila. Disputa atualmente a primeira divisão nacional.

## História
Na temporada 2009–10, venceu pela primeira vez o campeonato nacional, pondo fim à série de quinze títulos conquistados pelo Tafea desde 1994.
Em 2011 e 2014, foi finalista da Liga dos Campeões da Oceania, perdendo para o Auckland City nas duas ocasiões.

## Títulos
Nacionais
- TVL Premier League: 2009–10, 2010–11, 2011–12, 2012–13, 2013–14 e 2014–15
- TVL National Super League: 2007[2], 2008[2], 2009[2], 2010, 2011, 2012 e 2015[2]
- Port  Vila Shield: 2015
- Wilco Independence Cup: 2013
- PVFA Opening Cup: 2013
- PVFA TVL Kap: 2010

Torneios amistosos
- Grand Casino Cup: 2015[3][4]